# Southwestern Athletic Conference
 (novembre 2023).
Si vous disposez d'ouvrages ou d'articles de référence ou si vous connaissez des sites web de qualité traitant du thème abordé ici, merci de compléter l'article en donnant les références utiles à sa vérifiabilité et en les liant à la section « Notes et références ».
La Southwestern Athletic Conference est le groupement de douze universités gérant les compétitions sportives universitaires dans huit disciplines masculines et dix féminines dans le sud-est des États-Unis. 

## Membres actuels

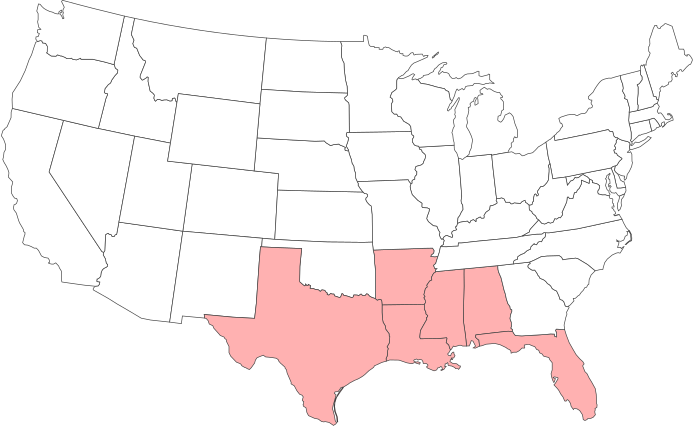
Répartition géographique.

| Institution                                   | Lieu          | Fondation     | Type              | Surnom                                   |               |               |               |               |               |
| East Division                                 | East Division | East Division | East Division     | East Division                            | East Division | East Division | East Division | East Division | East Division |
| --------------------------------------------- | ------------- | ------------- | ----------------- | ---------------------------------------- | ------------- | ------------- | ------------- | ------------- | ------------- |
| Université d'Alabama A&M                      | Huntsville    | 1875          | Publique          | Bulldogs d'Alabama A&M                   |               |               |               |               |               |
| Université d'État de l'Alabama                | Montgomery    | 1867          | Publique          | Hornets d'Alabama State                  |               |               |               |               |               |
| Université Bethune-Cookman                    | Daytona Beach | 1904          | Privée méthodiste | Wildcats de Bethune–Cookman              |               |               |               |               |               |
| Université A&M de Floride                     | Tallahassee   | 1887          | Publique          | Rattlers de Florida A&M                  |               |               |               |               |               |
| Université d'État de Jackson                  | Jackson       | 1877          | Publique          | Tigers de Jackson State                  |               |               |               |               |               |
| Université d'État de la Vallée du Mississippi | Itta Bena     | 1950          | Publique          | Delta Devils de Mississippi Valley State |               |               |               |               |               |
| West Division                                 |               |               |                   |                                          |               |               |               |               |               |
| Université d'État Alcorn                      | Lorman        | 1871          | Publique          | Braves d'Alcorn State                    |               |               |               |               |               |
| Université de l'Arkansas à Pine Bluff         | Pine Bluff    | 1873          | Publique          | Golden Lions d'Arkansas–Pine Bluff       |               |               |               |               |               |
| Université d'État de Grambling                | Grambling     | 1901          | Publique          | Tigers de Grambling State                |               |               |               |               |               |
| Université A&M de Prairie View                | Prairie View  | 1876          | Publique          | Panthers de Prairie View A&M             |               |               |               |               |               |
| Southern University                           | Baton Rouge   | 1880          | Publique          | Jaguars de Southern                      |               |               |               |               |               |
| Université de Texas Southern                  | Houston       | 1947          | Publique          | Tigers de Texas Southern                 |               |               |               |               |               |

## Installations sportives
| Universités              | Stade de football                     | Capacité | Salle de basketball                 | Capacité | Stade de baseball                                      | Capacité |
| ------------------------ | ------------------------------------- | -------- | ----------------------------------- | -------- | ------------------------------------------------------ | -------- |
| Alabama A&M              | Louis Crews Stadium                   | 21 000   | Alabama A&M Events Center           | 6 000    | Bulldog Field                                          | NC       |
| Alabama State            | Hornet Stadium                        | 26 500   | ASU Acadome                         | 7 400    | Wheeler–Watkins Baseball Complex                       | 500      |
| Alcorn State             | Jack Spinks Stadium                   | 22 500   | Davey Whitney Complex               | 7 000    | Foster Baseball Field at McGowan Stadium               | NC       |
| Arkansas-Pine Bluff      | Golden Lion Stadium                   | 12 500   | K. L. Johnson Complex               | 4 500    | Torii Hunter Baseball/Softball Complex                 | NC       |
| Bethune-Cookman          | Daytona Stadium                       | 10 000   | Moore Gymnasium                     | 3 000    | Jackie Robinson Ballpark                               | 4 200    |
| Florida A&M              | Bragg Memorial Stadium                | 25 500   | Al Lawson Teaching Gym              | 9 639    | Moore–Kittles Field                                    | 500      |
| Grambling State          | Eddie Robinson Stadium                | 19 600   | Fredrick C. Hobdy Assembly Center   | 7 500    | Ralph Waldo Emerson Jones Park and Wilbert Ellis Field | NC       |
| Jackson State            | Mississippi Veterans Memorial Stadium | 62 000   | Williams Assembly Center            | 8 000    | Braddy Field                                           | 800      |
| Mississippi Valley State | Rice–Totten Field                     | 10 000   | Harrison HPER Complex               | 5 000    | Magnolia Field                                         | NC       |
| Prairie View A&M         | Panther Stadium at Blackshear Field   | 15 000   | William Nicks Building              | 5 520    | Tankersley Field                                       | 512      |
| Southern University      | Ace W. Mumford Stadium                | 29 000   | F. G. Clark Center                  | 7 500    | Lee–Hines Field                                        | NC       |
| Texas Southern           | Shell Energy Stadium                  | 22 000   | Health and Physical Education Arena | 8 100    | MacGregor Park                                         | NC       |